# Andreas Franz Frühwirth
Andreas Franz Früwirth O.P. (21 d'agost de 1845, Sankt Anna am Aigen, Àustria - † 9 de febrer de 1933, Roma, Itàlia) fou un cardenal austríac, Mestre General de l'Orde de Predicadors del 1891 al 1904.

## Biografia
Andreas Frühwirth fou professor de teologia i prior del col·legi dels dominics a Graz, prior a Viena i provincial d'Àustria-Hongria del 1880 al 1891. Fou escollit mestre general de l'Orde del 1891 al 1904.
El papa Benet XV el creà cardenal durant el consistori del 6 de desembre de 1915. Fou penitenciari major del 1925 al 1927 i canceller de la Santa Església a partir del 1927. Participà en el conclave del 1922 durant el qual s'escollí el papa Pius XI.
| Precedit per: José María Larroca | Mestre General de l'Orde de Predicadors 1891 - 1904 | Succeït per: Hyacinthe-Marie Cormier |